# Spongiosperma macrophyllum
Spongiosperma macrophyllum là một loài thực vật có hoa trong họ La bố ma. Loài này được (Müll.Arg.) Zarucchi miêu tả khoa học đầu tiên năm 1987.